# Trypeta quaesita
Trypeta quaesita är en tvåvingeart som beskrevs av Ito 1984. Trypeta quaesita ingår i släktet Trypeta och familjen borrflugor. Inga underarter finns listade i Catalogue of Life.